# Madden NFL 16
Madden NFL 16 es un videojuego de fútbol americano desarrollado por Electronic Arts para PlayStation 3, PlayStation 4, Xbox 360 y Xbox One, que fue lanzado el 25 de agosto de 2015 en Norteamérica y el 28 en Europa.

## Desarrollo
El juego fue anunciado a finales de abril de 2015 por la web de EA Sports. EA también anunció que iba a trabajar ampliamente en la estética, con nuevos focos para el jugador, metas y logros dinámicos, innovadores y cámaras sobre el campo.
En el E3 2015, EA reveló muchas nuevas características para el juego, y un nuevo modo de juego: Draft Champions.

## Portada
El jugador de New York Giants Odell Beckham Jr., es el jugador portada del videojuego.

## Banda sonora
En junio de 2015, EA reveló que EA Trax volvería a integrarse en el juego, después de haber estado ausente en las tres entregas anteriores. La banda sonora también está disponible por streaming en Spotify.